# ویلهلم اشتاینیتس
ویلهلم اشتاینیتس (به آلمانی: Wilhelm Steinitz) (زاده ۱۷ مه ۱۸۳۶ در پراگ، بوهم، امپراتوری اتریش ـ درگذشته ۱۲ اوت ۱۹۰۰ در نیویورک سیتی، آمریکا) شطرنجباز اتریشی آمریکایی و نخستین قهرمان رسمی شطرنج جهان از سال ۱۸۸۶ تا سال ۱۸۹۴ بود.
بعضی او را از سال ۱۸۶۸ قهرمان غیررسمی شطرنج جهان می‌شناسند. او در سال ۱۸۶۸ آدولف آندرسن را با ۸ برد و ۶ تساوی شکست داد و ادعای قهرمانی شطرنج جهان را کرد.
در سال ۱۸۸۶ در اولین مسابقه رسمی قهرمانی جهان او سوکرتورت را با ۱۰ برد و ۵ تساوی و ۵ باخت شکست داد. ۸ سال بعد عنوان قهرمانی را به امانوئل لاسکر واگذار کرد. اشتاینیتس پایه‌گذار شطرنج پوزیسیونی و علمی شناخته می‌شود و کارهای فراوانی در پیشبرد تئوری شطرنج انجام داده است.
1. ↑  "Scores of various important chess results from the Romantic era". Archived from the original on 28 May 2008. Retrieved 14 September 2021.
2. ↑  Shibut, Macon (May 7, 2014). Paul Morphy and the Evolution of Chess Theory. Mineola, New York: Dover Publications. p. 82. ISBN 978-0486435749.
3. ↑  Schoenberg, Harold C. (1981). Grandmasters of Chess (Rev. ed.). New York: W.W. Norton & Co. p. 99.
4. ↑  The World Chess Championship, by I.A. Horowitz, 1973, Macmillan, New York, pp. 23–24, Library of Congress Catalog Card Number 72-80175